# 霍尔莫戈伊市镇
霍尔莫戈伊市镇（俄语：Холмогойское муниципальное образование）是俄罗斯联邦伊尔库茨克州扎拉里区所属的一个市镇。其下辖有个居民点，行政中心为霍尔莫戈伊。据2016年统计，该市镇的人口为968人。